# 热尼帕普-迪米纳斯
热尼帕普-迪米纳斯是巴西米纳斯吉拉斯州的一个市镇。总面积284.861平方公里，总人口数6905人，人口密度24.2人/平方公里。